# Tony Halme
Tony Christian Halme, född 6 januari 1963 i Helsingfors, död 8 januari 2010 i Helsingfors, var en finländsk fribrottare, boxare och politiker. Han var ledamot av Finlands riksdag 2003–2007. Han var känd för sina nationalistiska åsikter och kandiderade framgångsrikt både i riksdagsvalet 2003 och i kommunalvalet 2004 i Helsingfors som obunden på sannfinländarnas lista. Som fribrottare var han känd under artistnamnet Ludvig Borga.